# Madagascar 3
Madagascar 3 (originaltitel: Madagascar 3: Europe's Most Wanted) er en animationsfilm fra 2012 og efterfølgeren til Madagascar fra 2005 og Madagascar 2 fra 2008. Filmen blev produceret af DreamWorks Animation og udgivet af Paramount Pictures.

## Medvirkende
| Rolle                  | Amerikanske stemmer    | Danske stemmer       |
| ---------------------- | ---------------------- | -------------------- |
| Alex(Løve)             | Ben Stiller            | Søren Fauli          |
| Marty(Zebra)           | Chris Rock             | Mick Øgendahl        |
| Melman                 | David Schwimmer        | Jesper Asholt        |
| Gloria(Flodhest)       | Jada Pinkett Smith     | Trine Dyrholm        |
| Julien                 | Sacha Baron Cohen      | Søren Ulrichs        |
| Maurice                | Cedric the Entertainer | Ole Ernst            |
| Mort                   | Andy Richter           | Peter Secher Schmidt |
| Skipper                | Tom McGrath            | Henrik Prip          |
| Kowalski               | Chris Miller           | Lasse Lunderskov     |
| Rekrut                 | Christopher Knights    | Allan Olsen          |
| Captain Chantel DuBois | Frances McDormand      | Søs Egelind          |
| Gia(Leopard)           | Jessica Chastain       | Özlem Saglanmak      |
| Vitaly(Tiger)          | Bryan Cranston         | Zlatko Buric         |
| Stefano(Søløve)        | Martin Short           | Giacomo Campeotto    |
| Mason                  | Conrad Vernon          | Jens Jacob Tychsen   |

I mindre roller
- Annevig Schelde Ebbe
- Benjamin Kitter
- Connor Rhodes Nørgaard
- Jan Tellefsen
- Jens Nørkjær
- Karoline Munksnæs Hansen
- Katrine Tilde Henrichsen
- Kim Leprévost
- Lars Knutzon
- Lars Thiesgaard
- Rose De Mylius
- Sussie Horn
- Vibeke Strandgaard Herring
- Vicki Berlin